# Kandi II
Kandi II è un arrondissement del Benin situato nella città di Kandi con 12 449 abitanti (dato 2006).